# John F. Eisenberg
John Frederick Eisenberg (* 20. Juni 1935 in Everett, Washington; † 6. Juli 2003 in Bellingham, Washington) war ein US-amerikanischer Mammaloge.

## Leben
Eisenberg war der erste von zwei Söhnen von Otto und Bernice Eisenberg, geborene Sessions. Er erwarb 1957 einen Bachelor of Science an der Washington State University in Pullman, wo er seine Kommilitonin Ellen Franzen heiratete. Aus dieser Ehe, die 1969 in Scheidung endete, gingen zwei Kinder hervor. 1971 heiratete er Devra Kleiman und 1983 Brenda J. Sigler.
1959 graduierte er mit der Arbeit A study of intra-specific social behavior among mice of the genus Peromyscus zum Master of Arts an der University of California, Berkeley. 1962 wurde er mit der Dissertation Studies on the social behavior of heteromyid rodents an derselben Universität unter Leitung des Ethologen Peter R. Marler zum Ph.D. in Zoologie promoviert. Anschließend wechselte er an die University of British Columbia in Vancouver, wo er bis 1964 als Assistant Professor für Zoologie tätig war. Danach nahm er eine Stelle als Assistant Professor für Zoologie an der University of Maryland, College Park, an, wo er 1965 zum außerordentlichen Forschungsprofessor für Zoologie ernannt wurde. Im Jahr 1972 wurde er dort zum ordentlichen Professor befördert. Von 1973 bis 1978 war er Mitarbeiter der Abteilung für Psychohygiene an der Johns Hopkins University.
Im Jahr 1964 etablierte der National Zoological Park (NZP) eine Forschungsabteilung, der Eisenberg ab dem 1. September 1965 als wissenschaftlicher Mitarbeiter angehörte. Von Januar bis April 1966 arbeitete er mit Edwin Gould von der Johns Hopkins University an einer ökologischen sowie verhaltensbiologischen Untersuchung der Tenreks in Madagaskar, die 1970 unter dem Titel The Tenrecs: A Study in Mammalian Behavior and Evolution als Monografie veröffentlicht wurde. Im Januar 1967 reiste er nach Ceylon (heute Sri Lanka), um ein Projekt zur Erforschung von Elefanten zu initiieren. Ende Januar 1967 kehrte er nach Madagaskar zurück, um seine Forschungen über die Tenreks fortzuführen. Im April desselben Jahres kehrte er nach Washington, D.C. zurück und flog im Mai 1967 erneut nach Ceylon, um das Elefantenforschungsprojekt vor Ort zu inspizieren.
Am 10. Juni 1968 begann er einen einjährigen Aufenthalt in Ceylon, wo er im Oktober desselben Jahres eine weitere Feldinspektion durchführte und das ceylonesische Personal in der Immobilisierung wilder Elefanten unterrichtete. Hierbei wurde er von Helmut K. Buechner (1918–1975) unterstützt. 1970 war die Feldarbeit im Rahmen des Elefanten-Projekts abgeschlossen. Im Jahr 1971 begann die Forschungsabteilung unter seiner Leitung mit der Zucht von Pakaranas in menschlicher Obhut und einem Forschungsprojekt über Faultiere in Panama. Im März desselben Jahres wurde er stellvertretender Direktor des Zoologischen Programms, das 1972 aufgelöst wurde.
Die Studie über Faultiere setzte er anschließend unter der Leitung von Gerald Gene Montgomery in Panama fort. 1973 wurde er Präsident der Animal Behavior Society und leitete das Büro für wissenschaftliche Forschung im National Zoological Park. Im Laufe des Jahres 1974 wurden 24 Forschungsprojekte durchgeführt, darunter die Faultierstudie, eine Studie über die Verhaltensbewertung von Säugetierweibchen während der Brunft und die Fortpflanzung bei den Meerschweinchenverwandten (Caviomorpha). Zudem nahm er am 13. Internationalen Kongress für Ethologie in Washington, D.C. teil.
Von Januar bis Juni 1975 reiste Eisenberg nach Venezuela zur Durchführung herpetologischer und mammalogischer Forschungsarbeiten. Im Jahr 1976 fand die Feldarbeit im Parque Nacional Guatopo sowie auf der Ranch von Tomas Blohm statt. Im Verlauf des Jahres 1977 wurden die Forschungsaktivitäten in Venezuela fortgesetzt, während gleichzeitig ein neues Projekt zur Kommunikation von Zaunkönigen in Panama ins Leben gerufen wurde. Diese wissenschaftlichen Vorhaben setzten sich 1978 fort, wobei zudem ein neues Forschungsprojekt über den Ceylon-Hutaffen auf Sri Lanka begann. 1979 wurde Eisenberg zum stellvertretenden Direktor für Tierprogramme im National Zoological Park berufen, wo er die Verantwortung für sämtliche Tier- und Bildungsinitiativen des Instituts übernahm. 1980 publizierte der Verlag Smithsonian Press sein Werk Vertebrate Ecology in the Northern Neotropics.
Im Jahr 1981 führte Eisenberg eine Feldstudie über den Kuba-Schlitzrüssler durch und bereiste verschiedene Nationalparks in Indien. Im April desselben Jahres verbrachte er drei Wochen in die Volksrepublik China, um potenzielle Forschungsprojekte in einem Nationalpark zu erörtern. Darüber hinaus wurde ihm im Jahr 1981 der C. Hart Merriam Award von der American Society of Mammalogists verliehen. 1982 wurde seine Monographie The Mammalian Radiations: An Analysis of Adaptation, Ecology, and Behavior im Verlag University of Chicago Press veröffentlicht. Er bekleidete bis zum 21. August 1982 die Position des stellvertretenden Direktors für Tier- und Bildungsprogramme, bevor er zurücktrat, um eine Professur auf dem Katharine-Ordway-Lehrstuhl für Ökosystemerhaltung an der University of Florida in Gainesville anzutreten.
Im Jahr schloss er zusammen mit Kent Redford die dreibändige Enzyklopädie Mammals of the Neotropics ab. Im Jahr 2001 erhielt er die Archie-F.-Carr-Medaille der University of Florida für seine Beiträge zur Erhaltung der Wildtiere. Im Jahr 2003 ging er in den Ruhestand.
Eisenberg verfasste mehr als 150 wissenschaftliche Publikationen über die Ökologie, das Verhalten und die Evolution von Säugetieren.